# III wyprawa krzyżowa
III wyprawa krzyżowa – wyprawa wojenna, która odbyła się w latach 1189–1192. Była to próba odzyskania Ziemi Świętej z rąk sułtana ajjubidzkiego Saladyna, której podjęło się rycerstwo europejskie dowodzone przez cesarza Fryderyka I Barbarossę, króla francuskiego Filipa II Augusta i króla angielskiego Ryszarda Lwie Serce.

## Geneza konfliktu
Po II krucjacie w państwach tureckich zaczęły nasilać się procesy unifikacyjne. Nur ad-Din, a później jego następca Saladyn, zjednoczyli pod swoim panowaniem wszystkie państwa muzułmańskie regionu Palestyny. W ten sposób państwo Saladyna stało się jedynym lądowym sąsiadem chrześcijan. Władca Królestwa Jerozolimskiego, Gwidon z Lusignan, zdając sobie sprawę z potęgi Saladyna, starał się w drodze rokowań zapewnić pokój z jego strony. Jednak pogwałcenie rozejmu przez Renalda de Châtillon sprowokowało sułtana do wojny. 4 lipca 1187 roku chrześcijanie ponieśli klęskę w bitwie pod Hattin, a król trafił do niewoli. Pod wrażeniem klęski miasta i zamki w kraju kapitulowały jeden po drugim przed zwycięskim sułtanem, który okazywał pokonanym wspaniałomyślność. Zdobyta została także Jerozolima. Potędze Saladyna oparły się tylko: Tyr, Trypolis i Księstwo Antiochii.

## Przygotowania do krucjaty
Wieść o klęsce i upadku Królestwa Jerozolimskiego wstrząsnęła Europą. Nowy papież Grzegorz VIII w bulli Audita Tremendi z 29 października 1187 roku obwieścił, że zdobycie Jerozolimy było karą za grzechy popełnione przez chrześcijan i dlatego konieczne jest zorganizowanie kolejnej krucjaty. Wszystkim krzyżowcom obiecał odpust zupełny. Równocześnie zarządził post ścisły w każdy piątek przez następne pięć lat i powstrzymywanie się od spożywania mięsa w środy i soboty. Krewni papieża i kardynałów mieli obowiązek przestrzegania postu ścisłego także w poniedziałki. Wszyscy władcy i wielmoże mieli zaprzestać walk na okres siedmiu lat.
Pod wpływem wezwań papieża i duchowieństwa do będących w posiadaniu chrześcijan portów zaczęły samorzutnie napływać posiłki, których uczestnicy pragnęli wspomóc jeszcze walczących tamtejszych chrześcijan. Pod naciskiem Rzymu zorganizowano poza tym trzy niezależne wyprawy, które przeszły do historii pod łączną nazwą III krucjaty. Na ich czele stanęli cesarz rzymski Fryderyk Barbarossa, król Francji Filip II August i król Anglii Ryszard Lwie Serce.

## Wyprawa Fryderyka Barbarossy
Cesarz rzymski Fryderyk I Barbarossa natychmiast odpowiedział na wezwanie papieża i w maju 1189 roku jako pierwszy wyruszył do Ziemi Świętej na czele rycerstwa niemieckiego. Trasa pochodu jego ogromnej armii przebiegała przez Węgry, Cesarstwo Bizantyńskie i ziemie Seldżuków.
O ile król węgierski Bela III ułatwiał przemarsz i aprowizacje, to na terenach bizantyjskich zaczęły się kłopoty. Cesarz bizantyński Izaak II Angelos, uwikłany w wojny z Serbami i Bułgarami, niechętnie patrzył na kontakty Fryderyka z ich książętami. Na dodatek bał się pogorszenia stosunków z muzułmanami, z którymi zawarł pokój. Posłów Barbarossy uwięziono. Wówczas Fryderyk zdobył miasto Didimotichon i zagroził krucjatą przeciwko Bizancjum. Przestraszony Izaak ustąpił, a Niemcy ruszyli w dalszą drogę, opuszczając tereny bizantyjskie.
Na ziemiach seldżuckiego władcy Kilidża Arslana sytuacja była skomplikowana. Wprawdzie sułtan przez posłów zapewniał cesarza o swojej przyjaźni, ale jako muzułmanin nie chciał pozwolić na przemarsz krzyżowców przez jego ziemię. Jego wojska utrudniały aprowizację i stanowiły zagrożenie dla niemieckiej armii, tocząc z nią sporadyczne potyczki. Wówczas Fryderyk zaatakował i zdobył Ikonium. Tam armia wypoczęła i ruszyła dalej. Jednak 10 czerwca 1190 roku, podczas przeprawy przez rzekę Salef, Fryderyk spadł z konia i utonął. Dowodzeni przez niego rycerze wpadli w popłoch po śmierci wodza. Jedynie część wojska na czele z Fryderykiem księciem Szwabii, który przejął dowództwo po śmierci cesarza, zdołała dojść do Palestyny. Śmierć cesarza była dla chrześcijan ogromnym ciosem, gdyż jego osoba wiązała sojusz królów, który przerażał muzułmanów. Sam Saladyn uznał to zdarzenie za cud zesłany przez Allaha.

## Wyprawa Ryszarda Lwie Serce i Filipa Augusta

### Sytuacja w Palestynie przed przybyciem królów
Saladyn nie doprowadził do końca dzieła likwidacji Królestwa Jerozolimskiego. Nie udało mu się zdobyć między innymi Tyru, gdzie skuteczny opór stawił świeżo przybyły Konrad z Montferratu, który zdołał przywrócić załodze miasta wiarę w ocalenie. Udało mu się za przywiezione z Konstantynopola pieniądze wzmocnić też mury obronne. W tym samym czasie zaczęły przybywać do chrześcijan posiłki, w tym flota króla Sycylii Wilhelma II. Saladyn uwolnił trzymanego w niewoli króla Gwidona z Lusignan za cenę przysięgi, że nie będzie walczył przeciwko muzułmanom. Gwidon nie zamierzał tej przysięgi dotrzymywać, ale jego pojawienie się zaostrzyło spory w obozie chrześcijańskim pomiędzy zwolennikami Gwidona a stronnikami Rajmunda z Trypolisu, którzy nie bez racji oskarżali Gwidona o doprowadzenie do klęski.
Konrad z Montferratu odmówił wpuszczenia Gwidona do Tyru. Gwidon, aby ratować swoją reputację, zdecydował się wraz z wiernymi mu ludźmi na desperacki krok – zaatakowanie Akki. Saladyn w tym czasie oblegał Beaufort, gdzie dzielnie bronił się Renald z Sydonu i był zaskoczony akcją Gwidona, którego armia rozpoczęła oblężenie Akki 28 sierpnia 1189 roku. Saladyn podjął próbę powstrzymania go, ale zakończyła się ona niepowodzeniem. Walki pod Akką przeciągały się, a obie armie stały miesiącami bezczynnie naprzeciw siebie, czekając na posiłki. Zdarzały się przypadki, że pojedynczy rycerze chrześcijańscy i muzułmańscy nawiązywali przyjaźnie. Raz nawet zorganizowano wspólny turniej dla dzieci jednej i drugiej strony.
Z czasem zapasy żywności chrześcijan się wyczerpały. Krzyżowcom groził głód. Dopiero w marcu przybył pierwszy okręt z żywnością i wieścią, że królowie Francji i Anglii płyną z pomocą.

### Pobyt Ryszarda I i Filipa Augusta na Sycylii
Przybycie Ryszarda Lwie Serce i Filipa Augusta opóźniało się, gdyż obaj królowie prowadzili ze sobą wojnę. Jednak nacisk Kościoła i opinii publicznej w ich krajach sprawił, że zawarli pokój i zdecydowali się na wspólną wyprawę do Ziemi Świętej. By sfinansować akcję, obaj narzucili swoim poddanym nowy, 10% podatek.
Obaj władcy udali się na wyprawę drogą morską. Spotkali się na Sycylii w Messynie w 1190 roku, gdzie zaprosił ich tamtejszy król Wilhelm II Dobry. Tymczasem na wyspie zmarł król Wilhelm. Koronę zagarnął jego kuzyn Tankred z Lecce i uwięził żonę Wilhelma, a zarazem siostrę Ryszarda, Joannę. Ryszard zażądał od Tankreda uwolnienia siostry i oddania jej wdowiego apanażu. Tymczasem postępowanie wojsk Ryszarda wywołało rebelię w Messynie. Ryszard zaatakował miasto i zdobył je 4 października. Pozostał w nim, dopóki Tankred nie zgodził się na zawarcie traktatu. Nastąpiło to 4 marca 1191. Król Sycylii zobowiązał się uwolnić Joannę i przydzielić jej wdowie uposażenie. Ze swej strony Ryszard i Filip uznali Tankreda za prawowitego króla Sycylii.

### Pobyt Ryszarda I na Cyprze
W marcu i kwietniu 1191 roku floty francuska i angielska opuściły Sycylię i popłynęły do Palestyny. 20 kwietnia wojska Filipa Augusta stanęły pod Akką. Tymczasem flotę angielską burza zapędziła na wyspę Rodos. Tam dotarła do Ryszarda wieść, że jego narzeczoną Berengarię, która płynęła mu na spotkanie, burza zapędziła na Cypr. Wyspa ta w tym okresie oficjalnie była częścią Cesarstwa Bizantyjskiego, jednak faktyczną władzę sprawował tam zarządca wyspy Izaak Komnen, któremu udało się uniezależnić od Konstantynopola i ogłosić cesarzem wyspy. Komnen wziął do niewoli narzeczoną Ryszarda, licząc na bogaty okup.
Ryszard wyruszył więc na pomoc narzeczonej i w maju 1191 r. znalazł się na wyspie. 6 maja flota wpłynęła do portu Limassol i zdobyła miasto. Komnen przybył za późno, aby powstrzymać krzyżowców i wycofał się do Kolossi. Król Anglii próbował nawiązać rozmowy z Izaakiem, ale ten twardo domagał się opuszczenia wyspy przez Ryszarda. Musiało więc dojść do zbrojnego starcia. Armia Izaaka Komnena i armia Ryszarda (do której dołączyli cypryjscy katolicy i przeciwnicy Komnena) spotkały się pod Tremetuzją. Cypryjczycy walczyli dzielnie, ale liczniejsza i lepiej wyekwipowana armia krzyżowców ostatecznie odniosła zwycięstwo. Izaak wycofał się w góry Pentadaktylos, ale po upadku zamku Kantara poddał się Ryszardowi. Miał poprosić króla, aby ten nie zakuwał go w żelaza. Ryszard obiecał mu to, po czym kazał mu założyć srebrne łańcuchy. Młoda córka Komnena trafiła na dwór Berengarii z Nawarry, którą Ryszard poślubił 12 maja. Cała wyspa dostała się w ręce Ryszarda.

### Sytuacja oblężnicza  pod Akką
Sytuacja pod Akką, gdzie znajdowała się już armia Filipa II Augusta, była korzystna dla chrześcijan. Król Francji zbudował maszyny oblężnicze, które okazały się skuteczne. 8 czerwca 1191 roku armia Ryszarda dołączyła do wojsk krzyżowych oblegających Akkę. Wkrótce między krzyżowcami rozpoczęły się spory. Król Ryszard poparł prawa do korony Gwidona z Lusignan, który był lennikiem Ryszarda jako hrabiego Poitiers. Rywalem Gwidona był Konrad z Montferratu, który obronił Tyr przed Saladynem. Miał poparcie swoich kuzynów, króla Filipa Augusta i księcia Austrii Leopolda V.
Spory powodowały, że oblężenie się przeciągało. Jednak machiny oblężnicze spowodowały wyłom w murach Akki. Rozpoczęto rozmowy kapitulacyjne, ale wobec braku porozumienia, walki wznowiono. 12 lipca miasto poddało się, a garnizon poszedł do niewoli. Konrad z Montferratu zatknął na murach chorągwie Królestwa Jerozolimskiego, królów Francji i Anglii oraz księcia Austrii. Na tym tle doszło do konfliktu Leopolda z Ryszardem i Filipem. Książę Leopold, który dowodził krzyżowcami niemieckimi, żądał równego traktowania z królami, co ci uznali za przejaw arogancji. Ludzie Ryszarda zdjęli sztandar Leopolda z murów Akki i wrzucili go do fosy. Obrażony Leopold opuścił szeregi krucjaty i nigdy nie zapomniał Ryszardowi tej zniewagi. Tymczasem rycerstwo uchwaliło, że korona jerozolimska zostanie przy Gwidonie, a Konrad obejmie ją po śmierci Gwidona.
Filip August, zmęczony ciągłymi sporami i intrygami oraz obawiający się zamachu na życie ze strony porywczego króla Anglii, uznał zajęcie Akki za wypełnienie swoich ślubów krucjatowych i zdecydował się na powrót do domu. W tych warunkach Ryszard I został przywódcą krucjaty. On też prowadził dalsze rokowania z Saladynem w sprawie wysokości okupu, jaki mieli dać muzułmanie za jeńców wziętych pod Akką. Ponieważ przedłużające się rokowania uniemożliwiały Ryszardowi akcję zbrojną, król zdecydował się wymordować wszystkich 2700 jeńców, mimo że układ kapitulacyjny zapewniał im bezpieczeństwo.

### Walki Ryszarda I z Saladynem

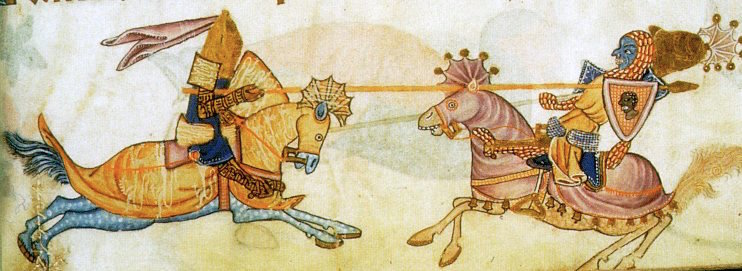
Ryszard Lwie Serce walczący z Saladynem

W sierpniu armia krzyżowców, na czele z Ryszardem, ruszyła ku Jerozolimie. Krzyżowcy szli brzegiem morza, co umożliwić miało zaopatrywanie wojska przez flotę. Saladyn nie zdecydował się na bitwę, lecz jego wojska szły obok, nękając krzyżowców drobnymi napadami i przechwytując maruderów. 7 września 1191 roku doszło do bitwy pod Arsuf, która zakończyła się sukcesem krzyżowców. 10 września chrześcijanie opanowali Jafę. Ryszard zdecydował się skierować armię na odpoczynek w Jafie. Jednak komfort i rozrywki dostępne w mieście spowodowały znaczny spadek dyscypliny armii. Wielu rycerzy zdezerterowało do Akki, skąd król musiał ich potem osobiście sprowadzać. Innym problemem były zamieszki na Cyprze przeciwko Anglikom. Król Ryszard oddał wówczas wyspę zakonowi templariuszy, by przywrócili tam spokój.
W tych warunkach Ryszard zdecydował się na rozmowy z Saladynem. Na początku żądał kategorycznie zwrotu Jerozolimy. Wobec odmowy wysunął inną propozycję. Zaproponował, by brat Saladyna, Al-Adil, przyjął chrzest, poślubił jego siostrę, królową Sycylii Joannę i aby razem panowali w Jerozolimie. Jednak nikt oprócz króla nie potraktował tej propozycji poważnie.
Zimę Saladyn spędził w Jerozolimie, a Ryszard starał się wzmocnić obronność królestwa jerozolimskiego poprzez m.in. naprawę murów obronnych Askalonu. W obozie krzyżowców nadal trwały spory. Rada rycerzy i baronów palestyńskich zdecydowała, że królem jerozolimskim nie będzie Gwidon, a Konrad z Montferratu. Ryszard musiał się na to zgodzić. Jednak 28 kwietnia 1192 roku Konrad został zamordowany przez zabójców wysłanych przez sektę asasynów. Niektórzy obwiniali za zamach Ryszarda. Królem jerozolimskim został Henryk II z Szampanii, popierany przez ludność Palestyny, który poślubił wdowę po Konradzie – Izabelę. Żeby ułagodzić Gwidona, Ryszard ofiarował mu wyspę Cypr, odkupioną od templariuszy.
Wiosną 1192 roku wznowiono działania wojenne. Ryszard zdobył Daron, dzięki czemu kontroli krzyżowców zostało poddane całe wybrzeże palestyńskie, aż do Tyru. Następnie armia pomaszerowała na Jerozolimę. Król nie zdecydował się jednak na atak na to miasto, mając świadomość, że nawet w wypadku zdobycia go, trudno byłoby je utrzymać. Zamiast tego jego wojska zaatakowały i zniszczyły dużą karawanę idącą z Egiptu, zagarniając bogate łupy.
Po tym sukcesie Ryszard rozpoczął przygotowania do powrotu do Anglii, gdzie spiskował przeciw niemu brat Jan, a Filip August starał się odebrać mu jego francuskie posiadłości. 5 sierpnia 1192 roku Saladyn znienacka zaatakował Jafę, kiedy król Anglii odpływał. Ryszard na wieść o tym zawrócił statki i przypłynął na odsiecz z niewielkimi siłami. Doszło do bitwy, która mimo przewagi muzułmanów zakończyła się zwycięstwem chrześcijan. Obie strony dążyły jednak do zawarcia pokoju. Saladyn był zmęczony 5-letnią wojną, a Ryszard chciał wrócić do kraju.
2 września 1192 roku Ryszard i Saladyn zawarli rozejm. Chrześcijanie odzyskali pas wybrzeża od Tyru do Jafy. Jerozolima pozostała w rękach muzułmanów, ale mieli oni zagwarantować pielgrzymom dostęp do miejsc świętych. 9 października 1192 roku Ryszard opuścił Outremer.

## Ocena krucjaty
W trzeciej krucjacie brali udział najznamienitsi monarchowie ówczesnej Europy. Mimo że nie zakończyła się sukcesem, krzyżowcy zdołali zdobyć Akkę i pas nadmorski aż po Jafę. Udało im się również zająć Cypr, jednak było to zwycięstwo odniesione nie nad muzułmanami, lecz nad władcą chrześcijańskim, który zaognił spory w obozie chrześcijan. Bezspornym sukcesem było za to przerwanie podbojów Saladyna. Muzułmanie byli zmęczeni długą wojną i zrezygnowali na razie z prób wyparcia chrześcijan za morze. Królestwo Jerozolimskie odrodziło się wystarczająco silne, by przetrwać jeszcze sto lat. Jednak Jerozolima leżała teraz poza jego granicami, a całe królestwo było paskiem ziemi, które ciągnęło się wzdłuż wybrzeża od Tyru do Jafy na przestrzeni stu pięćdziesięciu kilometrów, ale którego szerokość nigdzie nie przekraczała piętnastu kilometrów. Na północy królestwo graniczyło z księstwem Antiochii, gdzie władał Boemund, który dzięki swojej rozumnej polityce zachował swą stolicę z niewielkim obszarem okolicznym. Jego syn władał w Trypolisie. Z całego frankijskiego wschodu pozostały resztki, które jednak na razie były bezpieczne.

## Najważniejsze wydarzenia III krucjaty (1189–1192)
- 1189–1191 – oblężenie Akki (zdobycie miasta przez krzyżowców)
- 1190 – bitwa pod Ikonium (Konia) (bitwa wojsk Fryderyka Barbarossy z Turkami)
- 1191 – bitwa pod Arsuf (zwycięstwo wojsk Ryszarda nad armią Saladyna)
- 1192 – bitwa pod Al-Chuwajlifą
- 1192 – bitwa pod Jafą (zwycięstwo wojsk Ryszarda nad armią Saladyna)